# キユーピーアメリカンマヨネーズ
キユーピーアメリカンマヨネーズは、キユーピーから過去に発売されていたマヨネーズ製品である。1980年に発売され、1999年をもって生産が終了している。

## 概要
キユーピーマヨネーズが、1980年代のサンドウィッチやハンバーガーなどのアメリカ発の料理・食品が、日本で一般家庭へ浸透し始めたことを背景に発売された製品。従来のキユーピーマヨネーズよりも、淡白な味であることに加えて、キユーピーマヨネーズの赤いキャップとクロスラインによるビニールパッケージとは別に、青いキャップと同色のクロスラインと、さらにアメリカ国旗をイメージした星のマークが入ったデザインのパッケージが特徴でもあった。
1979年（昭和54年）に「キユーピーマヨネーズ・アメリカン（American）」として東京・大阪・名古屋の3地区で地域限定で発売され、1980年（昭和55年）に全国発売される。その後、1990年代に入り「キユーピーアメリカンマヨネーズ」へとネーミングが変わる。しかし、その頃にはサンドウィッチやハンバーガー等のアメリカ発の料理は一般化し、役目を終えたことで1999年（平成11年）に生産を終了。2000年（平成12年）に販売終了となった。
キユーピーが長年にわたってスポンサーを担当している「キユーピー3分クッキング」などの番組で、長きに渡り、テレビCMが放映されていたことでも知られる（CM及び広告についてはこの後の項目で後述する）。

## 広告・CMについて
同社の主力製品であるキユーピーマヨネーズの広告企画を長年にわたって担当しているライトパブリシティのコピーライター・秋山晶とアートディレクター・デザイナーの細谷巌とのゴールデンコンビにより、生産終了の1999年まで広告が企画制作された。
幼少期からアメリカン・カルチャーに馴染みを持っていた秋山にとって、絶好の製品でもあり、同シリーズ広告は秋山の知名度を浸透させる代表作ともなった。
なおこの広告は、同製品が20年間にわたって発売されていた中で、3つのシリーズとして広告が企画制作されている。
1. スポーティ・アメリカ編（発売初期）[3]
2. アメリカン・ドリーム編（1981年から1992年まで）[4]
3. 大陸横断鉄道シリーズ編（1992年から1999年の生産終了期まで）[5]

※なおこれらのシリーズ広告の一部については、1997年（平成9年）にビジネス社から刊行された「アメリカンマヨネーズストーリーズ」で読むことができる。
ちなみに同広告は「JUNON」や「nonno」などの女性誌に2ヵ月に一度広告が掲載されていた他、テレビCMについては前出の「キユーピー3分クッキング」の他、TBSやフジテレビなどで月曜日から金曜日まで昼1時台に放送中の帯ドラマなどでCMが放映されていた。

## その他
この商品の生産終了後の1999年には、新たに「キユーピーホイップマヨネーズ」という空気が入ったややふっくらした食感のあるマヨネーズが発売されたが、市場からの評判は思わしくなく、わずか1年足らずで生産が終了している。ちなみにキユーピーホイップマヨネーズは後期のキユーピーアメリカンマヨネーズとよく似たパッケージデザインで発売されていた。